# フランク・ステープルトン
フランシス・アンソニー・"フランク"・ステープルトン（Francis Anthony "Frank" Stapleton, 1956年7月10日 - ）は、アイルランド出身の元サッカー選手、サッカー指導者。現役時代のポジションはフォワード。

## 来歴
アーセナルでキャリアをスタートさせ、1975年のストーク・シティ戦でトップチームデビューを果たした。アーセナルでは3年シーズンに亘ってチーム得点王になり、300試合に出場して108ゴールを挙げた。
1981年、マンチェスター・ユナイテッドへと移籍。1983年、1985年のFAカップ獲得に貢献した。1987年にクラブを去るまで、365試合に出場して78得点を決めた。その後もイングランドのみならず多くのクラブを渡り歩き、1991年にブラッドフォード・シティのプレイングマネージャーとなる。その後、ブライトン・アンド・ホーヴ・アルビオンへと移籍し、そこでは2試合に出場するのみで引退した。
アイルランド代表としてのデビューは、ジョニー・ジャイルズがプレイングマネージャーをしていた1976年、トルコ代表との親善試合だった。その試合では、出場して3分でジャイルズのフリーキックから初得点を挙げた。その後も、UEFA欧州選手権1988、FIFAワールドカップイタリア大会にも招集された。
1996年、メジャーリーグサッカーのニューイングランド・レボリューションの監督を務めた。

## 所属クラブ
- 1974-1981  アーセナルFC
- 1981-1987  マンチェスター・ユナイテッドFC
- 1987  アヤックス・アムステルダム

→1987-1988  RSCアンデルレヒト (loan)
- 1987-1988  ダービー・カウンティFC
- 1988-1989  ル・アーヴルAC
- 1989-1991  ブラックバーン・ローヴァーズFC
- 1991  アルダーショットFC
- 1991  ハダースフィールド・タウンFC
- 1991-1994   ブラッドフォード・シティAFC
- 1974-1981   ブライトン・アンド・ホーヴ・アルビオンFC

## タイトル

### 選手時代
アーセナルFC
- FAカップ：1回（1978-79）

マンチェスター・ユナイテッドFC
- FAカップ：2回（1982-83、1984-85）
- FAコミュニティ・シールド：1回（1983）